# Nippononeta pentagona
Nippononeta pentagona är en spindelart som först beskrevs av Ryoji Oi 1960.  Nippononeta pentagona ingår i släktet Nippononeta och familjen täckvävarspindlar. Inga underarter finns listade i Catalogue of Life.